# Daniel Mendoza

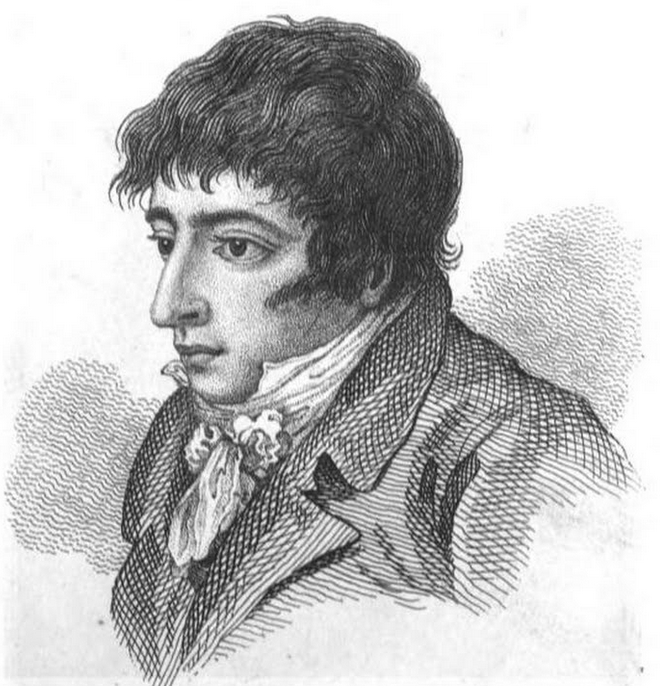
Daniel Mendoza

Daniel Mendoza (* 5. Juli 1764 in London; † 3. September 1836 ebenda) war ein englischer Boxer der Bare-knuckle-Ära. Er war der erste jüdische (portugiesisch-sephardischer Herkunft) „Englische Meister“ und somit damals auch der inoffizielle Weltmeister. Er ist ein Vorfahr von Peter Sellers.
Der nur 72 Kilogramm schwere Mendoza schrieb 1789 das Buch The Art of Boxing („Die Kunst des Boxens“) und gilt als einer der Revolutionäre des Sports wegen des innovativen beweglichen Boxens.
Zu Beginn seiner Karriere besiegte er Harry the Coal-heaver und 1787 Sam Martin („The Bath Butcher“). 1788 gewann er zwei von dreien seiner Kämpfe gegen seinen Mentor Richard Humphries, die fast Meisterschaftsstatus hatten und wie oft auch heute durch die Presse zum Hassduell aufgebauscht wurden. Den ersten Kampf bestritt er mit einer Verletzung am Bein.
Nach dem Rücktritt von Ben Brain erklärte sich Mendoza zum neuen Titelträger. Er unterstrich diesen Anspruch durch einen Sieg über Bill Warr 1794. Als Meister ging er durch England, Schottland und Irland auf Show-Tour, schlug in Irland auch Squire Fitzgerald.
1795 boxte Mendoza gegen den 90 Kilogramm schweren Herausforderer „Gentleman“ John Jackson. Jackson hielt ihn an seinen langen Haaren fest und schlug ihn k. o., was damals durchaus regelgerecht war.
Von dieser Niederlage konnte er sich nicht mehr erholen und arbeitete danach vor allem als Boxlehrer.
Henry Isaacs, 1889 Lord Mayor von London, war ein Großneffe Mendozas.
1990 fand Mendoza Aufnahme in die International Boxing Hall of Fame.